# Stromová topologie

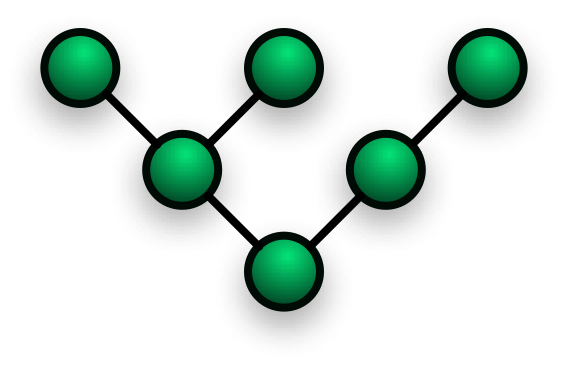
Příklad stromové topologie

V počítačových sítích pojem stromová topologie označuje propojení počítačů do útvaru tvarem připomínající strom. Vycházejí z hvězdicové topologie spojením aktivních síťových prvků, které jsou v centrech jednotlivých hvězd. Takovéto propojení se používá především v rozsáhlých počítačových sítích ve velkých firmách. Jednotlivé hvězdice často představují jednotlivá oddělení firmy, patra budovy nebo celé budovy. Tyto hvězdice jsou pak znovu spojeny hvězdicovitým způsobem.

## Výhody
- Pokud selže jeden aktivní síťový prvek, ostatní části sítě mohou dále pokračovat.
- Snižuje se potřebné množství kabelů.
- Zvýšení bezpečnosti – zvyšuje se obtížnost odposlouchávání síťové komunikace. (Pv11)

## Ostatní topologie
- Sběrnicová topologie
- Kruhová topologie
- Hvězdicová topologie